# Larissa Ramos
Pour les articles homonymes, voir Ramos.
Larissa Ribeiro Ramos Tramontin, née le 4 février 1989 à Manaus, est un mannequin brésilien ayant été couronné Miss Terre en 2009.